# 마쓰다이라 요시자네
마쓰다이라 요시자네(일본어: 松平義真, 1714년 ~ 1729년 6월 6일)는 야나가와 번의 3대 번주이다. 마쓰다이라 요시사다(松平義貞)라고도 한다. 관위는 종5위하, 종4위하, 시키부노다이호(式部大輔), 시종(侍従)이다.
2대 번주 마쓰다이라 요시카타의 아들로 태어났다. 1721년에 아버지가 사망하면서 그 뒤를 이었으나, 아직 어린 나이였기 때문에 정사는 그 가신들이 돌보았다. 1728년 관위에 서임되지만, 원래 병약했던 터라 그 이듬해인 1729년, 16세의 나이로 사망하였다. 부인도 후사도 없었기 때문에 야나가와 번은 몰수되었는데, 그해 음력 8월 11일에 본가 오와리번의 마쓰다이라 미치하루가 번을 계승하여 다시 일으켰다.
| 전임 마쓰다이라 요시카타 | 제3대 야나가와 번 번주 1721년 ~ 1729년 | 후임 마쓰다이라 미치하루 |